# 2018년 마그니토고르스크 아파트 붕괴 사고
2018년 12월 31일 오전 6시 2분경 러시아 마그니토고르스크의 한 아파트가 붕괴하는 사고가 발생하였다. 이 사고로 39명이 사망하고 17명이 부상을 입었으며, 원인은 가스 폭발로 밝혀졌다.

## 같이 보기
- 사망자수 순 사고 목록
- 로넌 포인트